# توم يونغ (نقابي)
توم يونغ (بالإنجليزية: William Thomas Young)‏ هو نقابي نيوزيلندي، ولد في 1870، وتوفي في 1953.